# 方維新
方維新（1624年—1648年），本名方弘憲，浙江諸暨縣人，明朝、南明政治人物。

## 生平
崇禎十二年（1639年），方維新中式順天鄉試舉人，崇禎十六年（1643年）會試中乙榜。南京被清軍攻陷，他依附舟山的黃斌卿。魯王監國，方維新與王正五、夏葵日在諸暨起兵，獲授職方主事，很快移師開化，立下戰功，隆武帝任命他為僉都御史巡撫當地。福京失守，在常山和玉山出沒，與清兵互有勝負。永曆二年（1648年）各部義師解散，在農曆三月二十五日戰敗於清軍，方維新就叫眾人逃走，自己說：「不能做事，不如死去。」拜謝部眾後帶著印信隻身到金華府署，大叫：「大明僉都御史來求死，帶我見你們的鎮將對談。」知府錢廣居是崇禎壬午年（十五年，1642年）的舉人，來勸他投降，他大罵：「你想想你是來自那個朝廷的壬午年舉人？」錢廣居無言以對。鎮將來後，方維新依然不屈服，鎮將說：「這是什麼時候，還在說『大明』？」他回答：「我知不可為而為之，為之又不成功，如今我可以含笑死去了！」清軍給他飲食他不吃，每天只喝數勺水。之後他被送到杭州，依然和平常一樣談笑；清人很驚訝，有人請他作詩，他很快就寫下百餘首。到四月，他被凌遲處死，虛齡二十五歲。

## 引用
1. 1 2  錢海岳《南明史·卷四十八·列傳第二十四》：方維新，本名弘憲，諸暨人。崇禎十二年舉於鄉，十六年會試乙榜。南京亡，依黃斌卿舟山。
2. ↑  清雍正《浙江通志》
3. ↑  《南明史·卷四十八·列傳第二十四》：永曆二年，各義師散。三月二十五日，與清兵戰不利，走伏莽，顧眾盡逸去，嘆曰：「事無可為，不如死。」乃謝左右，懷印孑身至金華府署，大呼：「大明僉都御史求死至此，必輿我至爾鎮將，一言而訣。」知府錢廣居，故崇禎壬午舉人也，勸之降，維新叱曰：「足下自惟係何壬午？」廣居無以答。既見鎮將，不屈。鎮將曰：「此何時，乃聞大明二字哉？」曰：「知不可為而為之，為之而不成，如今者，可含笑入地矣！」與之食不食，日飲清水數勺。
4. ↑  錢海岳《南明史·卷四十八·列傳第二十四》：四月，賦絕命詩，凌遲死，年二十五。